# Departamento Anta
Das Departamento Anta ist eine von 23 Verwaltungseinheiten der Provinz Salta im Nordwesten Argentiniens. Es liegt im Norden der Provinz Salta und grenzt im Norden an die Departamentos Orán und Rivadavia, im Osten an die Provinz Chaco, im Süden an die Provinz Santiago del Estero und an das Departamento Metán und im Westen an das Departamento General Güemes und die Provinz Jujuy. Die Hauptstadt des Departamentos ist Joaquín Víctor González.
Auf dem Territorium des Departamentos befindet sich der Nationalpark El Rey.

## Städte und Gemeinden
Das Departamento Anta ist in folgende Gemeinden (Municipios) aufgeteilt:
- Joaquín Víctor González (erste Kategorie)
- Apolinario Saravia (zweite Kategorie)
- El Quebrachal (zweite Kategorie)
- Las Lajitas (zweite Kategorie)
- General Pizarro (Comisión municipal)

Weitere Siedlungen im Departamento sind:
- Algarrobal
- Anita
- Anta
- Chormarín
- Chorroarín
- Coronel Mollinedo
- Ebro
- El Ceibalito
- El Piquete
- El Rey
- Gaona
- General Pizarro
- Los Nogales
- Luis Burella
- Lumbrera
- Macapillo
- Nuestra Señora de Talavera
- Palermo
- Piquete Cabado
- Río del Valle
- Rosario del Dorado
- Tolloche